# Jon Banks
Pour les articles homonymes, voir Banks.
Jon Banks est un joueur américain de football canadien, qui a joué pour les Alouettes de Montréal au poste de secondeur. 

## Biographie
Jon Banks est né le 11 avril 1984 à East Moline dans l'Illinois. Il a joué au niveau universitaire pour les Cyclones d'Iowa State.

## Carrière
- 2008 : S’est joint aux Bills de Buffalo en avril; libéré en août.
- 2009 : S’est joint aux Alouettes le 18 septembre.

Il a pris sa retraite après la saison 2010.